# Simchat bat
Simchat Bat (hebrejsky שמחת בת‎, dosl. radost z dcery, též Brit bat) je židovský novodobý obřad k oslavě narození dcery. V dřívějších dobách narozená holčička dostávala jméno při vyvolání otce ke čtení z Tóry v synagoze.

## Průběh obřadu
Dcera je přinesena do pokoje, kde bude obřad probíhat. Každý, kdo je v místnosti, jí přivítá. Položí jí do křesla, které představuje křeslo proroka Elijáše. Rodiče si mohou buď číst pasáže z Bible, které se vztahují k dítěti, nebo zpívat písně a číst verše. V tomto obřadu rodiče též říkají požehnání. V průběhu obřadu holčička dostává jméno.

## Výběr jména
Výběr jména je velice důležitý. Každé jméno má svůj význam. Velmi často se vybírá z biblických jmen, nebo se pojmenovává podle příbuzných. V aškenázských rodinách dívka (stejně tak jako chlapec) velmi často dostává jméno po zemřelém příbuzném.